# 필리프 보울러
필리프 보울러(독일어: Philipp Bouhler, 1899년 9월 11일 ~ 1945년 5월 19일)는 나치 독일의 나치당 국가지휘자이자 나치당 지도자관방장, 슈츠슈타펠 대장이다. T4 작전에 책임이 있는 전범이다.

## 생애
바이에른 왕국 육군성의 장관이던 에밀 보울러 대령의 아들로서 뮌헨에서 태어난 필리프 보울러는 중학교 졸업 후 1912년부터 1916년에 걸쳐 뮌헨의 바이에른 사관학교를 다닌 후 바이에른 제1 포병연대에 입대해 제1차 세계 대전에 참전했다. 1917년에 서부전선에서 두 다리를 크게 부상당하여 독일의 패전까지 야전병원에서 치료를 받은 보울러는 소위로 제대해 2급 철십자 훈장과 전상훈장을 받았다.
전후 1919년부터 1920년까지 뮌헨대학에서 철학과 문학을 공부한 보울러는 1920년부터 1921년 10월까지 뮌헨에 있던 모터스포츠 관련 출판사에 취직해 일하다가 1921년 11월에 나치당 기관지의 판매원이 되어 1922년 7월에 나치당에 입당했다. 1923년 11월에 일어난 뮌헨 폭동에 가담했던 보울러는 나치당이 해산한 뒤 1925년 2월 27일에 당이 재건되면서 복당했다. 1925년 3월부터 1934년 11월까지 나치당의 국가비서지도자로 일한 보울러는 1933년 3월 5일에 국회의원 선거에서 베스트팔렌 구의 국회의원으로 당선되었다.
1933년 4월 20일에 친위대 명예지도자로서 친위대에 입대한 그는 친위대 중장계급이 부여되었다. 1936년 1월 30일에 친위대 대장으로 승진한 보울러는 나치당 국가지휘자(Reichsleiter)들 중 한 명이 되었다. 1934년 8월부터 10월까지 짧은 기간동안 뮌헨경찰장관으로 일한 보울러는 이후 총통관저에 배속되어 1934년 11월에 나치당총통사무국 장관으로 임명되었다. 1936년 1월에는 <국가사회주의 독일문학을 위한 연구회>의장도 겸임했는데 그는 국회의원직과 더불어 이 지위를 패전까지 유지했다. 1939년 10월에 보울러는 카를 브란트와 함께 장애자와 병자를 안락사시키는 T4 작전의 감독을 맡았다. 보울러는 돌격대 상급대령인 베르너 블랑켄부르크와 친위대 대령 빅토어 브라크에게 실무를 맡겨 1941년 8월에 T4 작전에서 손을 뗐다. 1940년 5월부터는 학교 및 교육문제 전국사무국장, 1942년 6월부터 1943년에는 동아프리카 통치를 위한 동아프리카 특별국 국장을 지냈다.
대전말기인 1945년 4월 23일에 헤르만 괴링의 반역에 한스 라머스와 함께 관여했다는 혐의로 마르틴 보어만의 명령에 의해 친위대원에게 붙잡힌 보울러는 히틀러의 자살 후 석방되었다. 하지만 1945년 5월 10일에 미군에게 체포되어 미군의 포로수용소에 수감되었는데 5월 19일에 스스로 목숨을 끊었다. 보울러가 자살한 후 그의 아내였던 헬레나 마이어도 5월 말에 투신자살했다.